# مانينغتون
مانينغتون (فيرجينيا الغربية) (بالإنجليزية: Mannington, West Virginia) هي مدينة تقع في الولايات المتحدة في Marion County. يقدر عدد سكانها بـ 2,063 نسمة ومساحتها 2.98 كم2 وترتفع عن سطح البحر 297 متر.

## التركيبة السكانية
قام مكتب تعداد الولايات المتحدة بتحديد بيانات التركيبة السكانية لمانينغتونفي تعداد الولايات المتحدة. في ما يلي، التركيبة السكانية حسب تعدادي 2000 و2010.

### تعداد عام 2000
بلغ عدد سكان مانينغتون 2,124 نسمة بحسب تعداد عام 2000، وبلغ عدد الأسر 884 أسرة وعدد العائلات 625 عائلة مقيمة في المدينة. في حين سجلت الكثافة السكانية 1,823.8 نسمة لكل ميل مربع (704.2/كم2). وبلغ عدد الوحدات السكنية 990 وحدة بمتوسط كثافة قدره 850.1 نسمة لكل ميل مربع (328.2/كم2).
وتوزع التركيب العرقي للمدينة بنسبة 0.71% من عرقين مختلطين أو أكثر.
بلغ عدد الأسر 884 أسرة كانت نسبة 28.3% منها لديها أطفال تحت سن الثامنة عشر تعيش معهم، وبلغت نسبة الأزواج القاطنين مع بعضهم البعض 52.7% من أصل المجموع الكلي للأسر، ونسبة 14.4% من الأسر كان لديها معيلات من الإناث دون وجود شريك، وكانت نسبة 29.2% من غير العائلات. تألفت نسبة 26.4% من أصل جميع الأسر من أفراد ونسبة 17.4% كانوا يعيش معهم شخص وحيد يبلغ من العمر 65 عاماً فما فوق. وبلغ متوسط حجم الأسرة المعيشية 2.88، أما متوسط حجم العائلات فبلغ 2.40.
بلغ العمر الوسطي للسكان 40 عاماً. وكانت نسبة 7.8% بين الثامنة عشر والأربعة وعشرون عاماً، ونسبة 25.3% كانت واقعةً في الفئة العمرية ما بين الخامسة والعشرون حتى والأربعة وأربعون عاماً، ونسبة 24.7% كانت ما بين الخامسة والأربعون حتى الرابعة والستون، ونسبة 19.2% كانت ضمن فئة الخامسة والستون عاماً فما فوق. يوجد لكل 100 أنثى 85.2 ذكر، ويوجد لكل 100 أنثى في الثامنة عشر من عمرها فما فوق 82.9 ذكر.
بلغ متوسط دخل الأسرة في المدينة 26,806 دولار، أما متوسط دخل العائلة فبلغ 31,852 دولار. وكان متوسط دخل الذكور 25,078 دولار مقابل 19,464 دولار للإناث. وسجل دخل الفرد الخاص بالمدينة 13,036 دولار. وكانت نسبة 12.7% من العائلات ونسبة 18.3% من السكان تحت خط الفقر، وكان من هؤلاء نسبة 37.1% تحت سن الثامنة عشر ونسبة 9.8% في الخامسة والستين من العمر وما فوق.

### تعداد عام 2010
بلغ عدد سكان مانينغتون 2,063 نسمة بحسب تعداد عام 2010، وبلغ عدد الأسر 842 أسرة وعدد العائلات 578 عائلة مقيمة في المدينة. في حين سجلت الكثافة السكانية 1,875.5 نسمة لكل ميل مربع (724.1/كم2). وبلغ عدد الوحدات السكنية 964 وحدة بمتوسط كثافة قدره 876.4 لكل ميل مربع (338.4/كم2).
وتوزع التركيب العرقي للمدينة بنسبة 98.8% من البيض و 0.2% من الأمريكيين الأصليين و 0.3% من الأمريكيين ذوي الأصول الآسيوية و 0.2% من الأمريكيين الأفارقة و 0.4% من عرقين مختلطين أو أكثر.
بلغ عدد الأسر 842 أسرة كانت نسبة 31.8% منها لديها أطفال تحت سن الثامنة عشر تعيش معهم، وبلغت نسبة الأزواج القاطنين مع بعضهم البعض 49.5% من أصل المجموع الكلي للأسر، ونسبة 13.3% من الأسر كان لديها معيلات من الإناث دون وجود شريك، بينما كانت نسبة 5.8% من الأسر لديها معيلون من الذكور دون وجود شريكة وكانت نسبة 31.4% من غير العائلات. وبلغ متوسط حجم الأسرة المعيشية 2.95، أما متوسط حجم العائلات فبلغ 2.45.
بلغ العمر الوسطي للسكان 41.8 عاماً. وكانت نسبة 23.5% من القاطنين تحت سن الثامنة عشر، وكانت نسبة 6.8% بين الثامنة عشر والأربعة وعشرون عاماً، ونسبة 24.6% كانت واقعةً في الفئة العمرية ما بين الخامسة والعشرون حتى والأربعة وأربعون عاماً، ونسبة 27.5% كانت ما بين الخامسة والأربعون حتى الرابعة والستون، ونسبة 17.5% كانت ضمن فئة الخامسة والستون عاماً فما فوق. وتوزع التركيب الجنسي للسكان بنسبة 47.8% ذكور و52.2% إناث.